# Zola explanata
Zola explanata là một loài bướm đêm trong họ Geometridae.